# Rehó

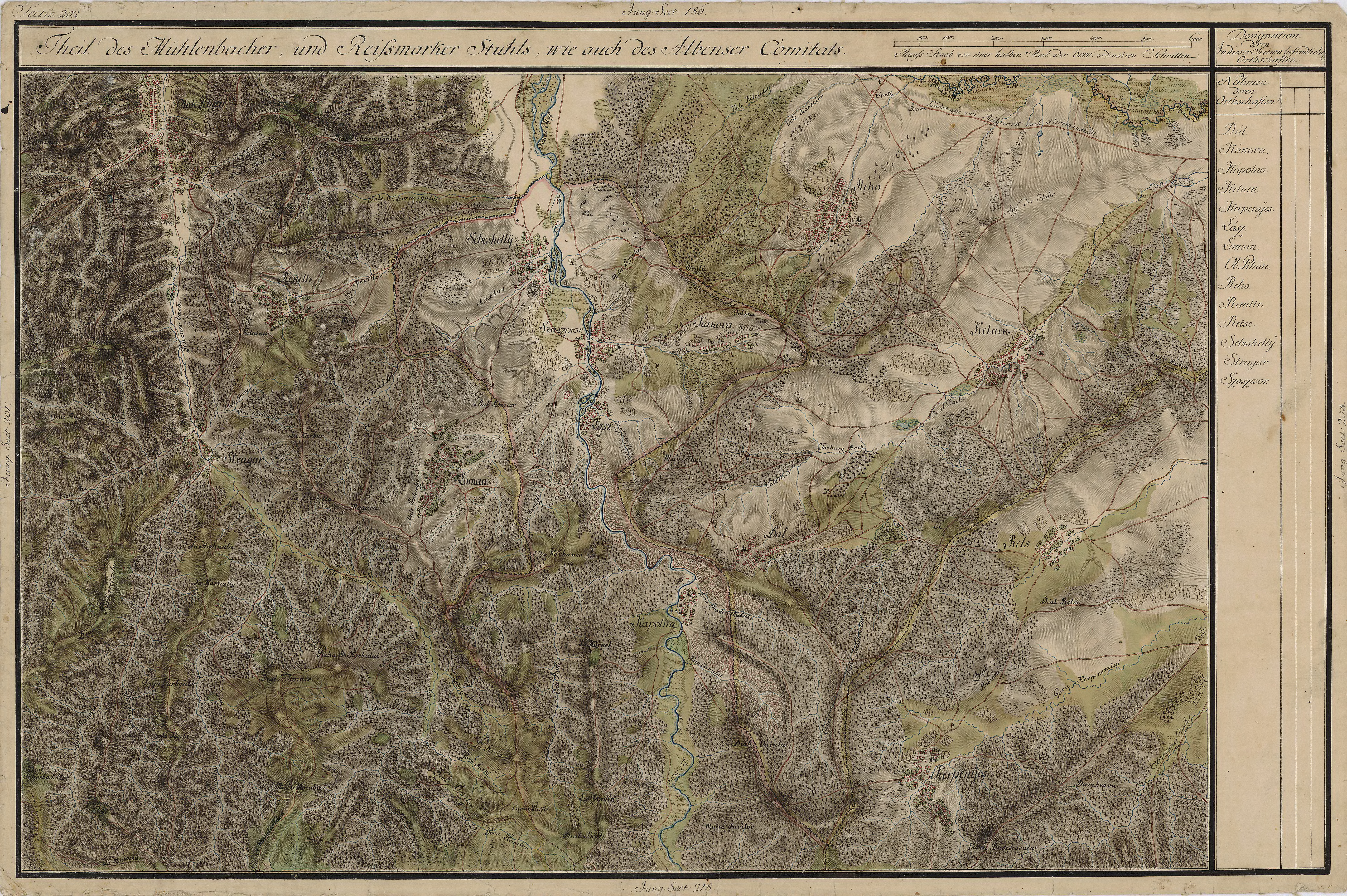
Rehó környéke 1770 körül

Rehó (románul: Răhău, németül: Reichau) falu Romániában, Erdélyben, Fehér megyében.

## Fekvése
Szászsebestől 6 km-re délkeletre, a Nagy-Székás patak bal partján fekszik.

## Nevének eredete
Német eredetű ('gazdag berek'). Történeti névalakjai: Ryho (1291), Ryon és Rychova (1309), Rychau (1372), Rychen (1532).

## Története
Az első falu a mai főút mentén feküdt. A középkorban szászsebesszéki szász falu. 1601 és 1603 között elpusztult, ezután települt újra mai helyén, román lakossággal. Az evangélikus egyházközség hívek nélkül is fennmaradt egészen 1865-ig (a Királyföldön a román jobbágyok a legtöbb helyen az evangélikus lelkésznek fizették a dézsmát), 1848-ig pedig a falu jegyzői is szászok voltak. A német községi nyelvet 1861-ben váltották fel a románnal.
Igen hamar, már 1794-ben működött ortodox iskolája, amelyet Szászsebesről, Szászcsórból, Bervéről, Kelnekről, Lázból és Kákováról is látogattak diákok. 1847-ben új iskolaépületet emeltek, téglából.

1870-ig a férfiak középen kettéválasztott hosszú hajat hordtak.
1876-tól Szeben vármegyéhez tartozott. 1907-ben kisközségből nagyközséggé alakult. 1882-ben burkolták első utcáját. 1897-ben a házak többsége téglából, kisebb részük kőből épült, általában cserépfedéllel. Háromosztatúak voltak (lakószoba, konyha, éléskamra). A házasságokat a települési exogámia jellemezte (Kákova, Péterfalva, Kelnek).
1897-ben 3224 holdas határának 57%-a volt szántó, 13%-a legelő, 11%-a erdő (tölgyes), 7%-a rét és 6%-a szőlő. A szántóföldeken háromnyomásos művelést folytattak (búza, kukorica, ugar – a kukorica közé tököt és babot, a homokosabb talajokon krumplit vetettek). A Valea Caselor patakból 1910 körülig aranyat mostak. Legfontosabb jövedelemforrása a szőlőművelés volt. 1989-ben 163 hektárnyi szőlőterülettel büszkélkedett, amelyeken főként járdovány és királyleányka termett.

## Lakossága
1850-ben 1823 lakosából 1805 volt román és 18 cigány nemzetiségű, valamennyien ortodox vallásúak.

2002-ben 923 lakosából 914 román és 6 cigány, 889 ortodox és 31 pünkösdista vallású.

## Híres emberek
- Itt született 1814-ben Ioan Constande grafikus.

## Gazdasága
Táskákat előállító bőrgyára van.